# No Time to Die (soundtrack)
No Time to Die is de originele soundtrack van de vijfentwintigste James Bond-film van EON Productions uit 2021 met dezelfde naam. Het album werd officieel op 1 oktober 2021 uitgebracht door Decca Records. Op 22 september 2021 kondigde een Reddit-gebruiker aan dat de volledige soundtrack online is uitgelekt en illegaal is te downloaden.
Het album bevat de originele filmmuziek van Hans Zimmer, die hiermee de tiende componist is die filmmuziek voor een James Bond-film schreef. Het gelijknamige themalied van de film, uitgevoerd door Billie Eilish, werd gecomponeerd door de Amerikaanse zangeres en haar broer Finneas O'Connell. Het nummer bevat orkestrale arrangementen van Hans Zimmer en Johnny Marr op gitaar. Het orkest stond onder leiding van Matt Dunkley en werd opgenomen in de Air Lyndhurst Studios. Het koor London Voices zorgde voor het koorelement in de soundtrack.
In juli 2019 werd Dan Romer aangekondigd als componist voor de filmmuziek, nadat hij eerder met Cary Joji Fukunaga had gewerkt aan Beasts of No Nation en Maniac. Romer verliet de film vanwege creatieve meningsverschillen in november 2019. Hans Zimmer verving Romer in januari 2020. Het is de eerste keer in de geschiedenis van de Bond-serie dat een componist is vervangen tijdens de postproductie en de tweede grote personeelswisseling voor de film nadat Danny Boyle als regisseur vertrok. Steve Mazzaro produceerde de partituur, terwijl Johnny Marr gitaar speelde. Het album No Time to Die zou in maart 2020 via Decca Records worden uitgebracht, maar werd uitgesteld tot 1 oktober 2021 om samen te vallen met de release van de film.
In januari 2020 werd Billie Eilish aangekondigd als de uitvoerder van het themalied van de film, met haar broer Finneas O'Connell, die zowel co-schrijver als producer van het nummer was. Het nummer dat dezelfde titel heeft, werd uitgebracht op 13 februari 2020. Op 18-jarige leeftijd is Eilish de jongste artiest die een James Bond-themalied heeft opgenomen. Ondanks de vertraging van de film werd het nummer genomineerd voor en won de Grammy Award voor Best Song Written for Visual Media tijdens de 63e Grammy Awards op 14 maart 2021, zes maanden voor de releasedatum van de film, omdat het nummer zelf werd uitgebracht tijdens de Geschiktheidsperiode 2019-20, in afwachting van de oorspronkelijke releasedatum van april 2020.
De soundtrack No Time to Die bevat verwijzingen naar twee nummers van de soundtrack van On Her Majesty's Secret Service:
- "We Have All the Time in the World" (te horen in "Matera"), de volledige versie van het nummer wordt ook gespeeld tijdens de aftiteling.
- "On Her Majesty's Secret Service (Main Title)" (te horen in "Good to Have You Back").
- een nummer genaamd: No Time To Die: Safin - Unreleased Track (staat niet op de soundtrack, en is later uitgegeven op youtube)

Het album verscheen op 9 oktober 2021 in de Nederlandse Album Top 100 en in de Vlaamse Ultratop 200 Albums.

## Tracklist
Alle muziek en teksten zijn geschreven door Hans Zimmer (behalve voor "No Time to Die"). 
| Nr. | Titel                                                                                       | Duur |
| --- | ------------------------------------------------------------------------------------------- | ---- |
| 1.  | Gun Barrel                                                                                  | 0:56 |
| 2.  | Matera                                                                                      | 1:59 |
| 3.  | Message From An Old Friend                                                                  | 6:35 |
| 4.  | Square Escape                                                                               | 2:06 |
| 5.  | Someone Was Here                                                                            | 2:56 |
| 6.  | Not What I Expected                                                                         | 1:24 |
| 7.  | What Have You Done?                                                                         | 2:14 |
| 8.  | Shouldn't We Get To Know Each Other First                                                   | 1:21 |
| 9.  | Cuba Chase                                                                                  | 5:40 |
| 10. | Back to MI6                                                                                 | 1:30 |
| 11. | Good To Have You Back                                                                       | 1:17 |
| 12. | Lovely To See You Again                                                                     | 1:25 |
| 13. | Home                                                                                        | 3:45 |
| 14. | Norway Chase                                                                                | 5:06 |
| 15. | Gearing Up                                                                                  | 2:53 |
| 16. | Poison Garden                                                                               | 3:58 |
| 17. | The Factory                                                                                 | 6:42 |
| 18. | I'll Be Right Back                                                                          | 4:59 |
| 19. | Opening The Doors                                                                           | 2:44 |
| 20. | Final Ascent                                                                                | 7:25 |
| 21. | No Time to Die (uitgevoerd door Billie Eilish, geschreven door Eilish en Finneas O'Connell) | 4:04 |

## Solisten
- Jason Bonham - Drums
- Pedro Eustache - Houtblazer
- Amir John Haddad - Flamencogitaar
- Luís Jardim - Percussie
- Johnny Marr - Elektrische gitaar
- Arturo Sandoval - Trompet

## Hitnoteringen

### NPO Klassiek Filmmuziek Top 200
| No Time to Die in de NPO Klassiek Filmmuziek Top 200 | No Time to Die in de NPO Klassiek Filmmuziek Top 200 | No Time to Die in de NPO Klassiek Filmmuziek Top 200 |
| Jaar                                                 | 2024                                                 | 2025                                                 |
| ---------------------------------------------------- | ---------------------------------------------------- | ---------------------------------------------------- |
| Positie                                              | 85                                                   | 123                                                  |

## Prijzen en nominaties
| Jaar | Prijs                | Categorie                                                 | Genomineerde(n)                   | Uitslag     |
| ---- | -------------------- | --------------------------------------------------------- | --------------------------------- | ----------- |
| 2021 | Grammy Award         | Best Song Written for Visual Media, voor "No Time to Die" | Billie Eilish & Finneas O'Connell | Gewonnen    |
| 2022 | Golden Globe         | Beste filmsong, voor "No Time to Die"                     | Billie Eilish & Finneas O'Connell | Gewonnen    |
| 2022 | Critics Choice Award | Beste nummer, voor "No Time to Die"                       | Billie Eilish & Finneas O'Connell | Gewonnen    |
| 2022 | Academy Award        | Beste originele nummer, voor "No Time to Die"             | Billie Eilish & Finneas O'Connell | Gewonnen    |
| 2022 | Satellite Award      | Beste filmsong, voor "No Time to Die"                     | Billie Eilish & Finneas O'Connell | Genomineerd |
| 2023 | Grammy Award         | Best Score Soundtrack for Visual Media                    | Hans Zimmer                       | Genomineerd |